# Tornadon i Jiangsu 2016

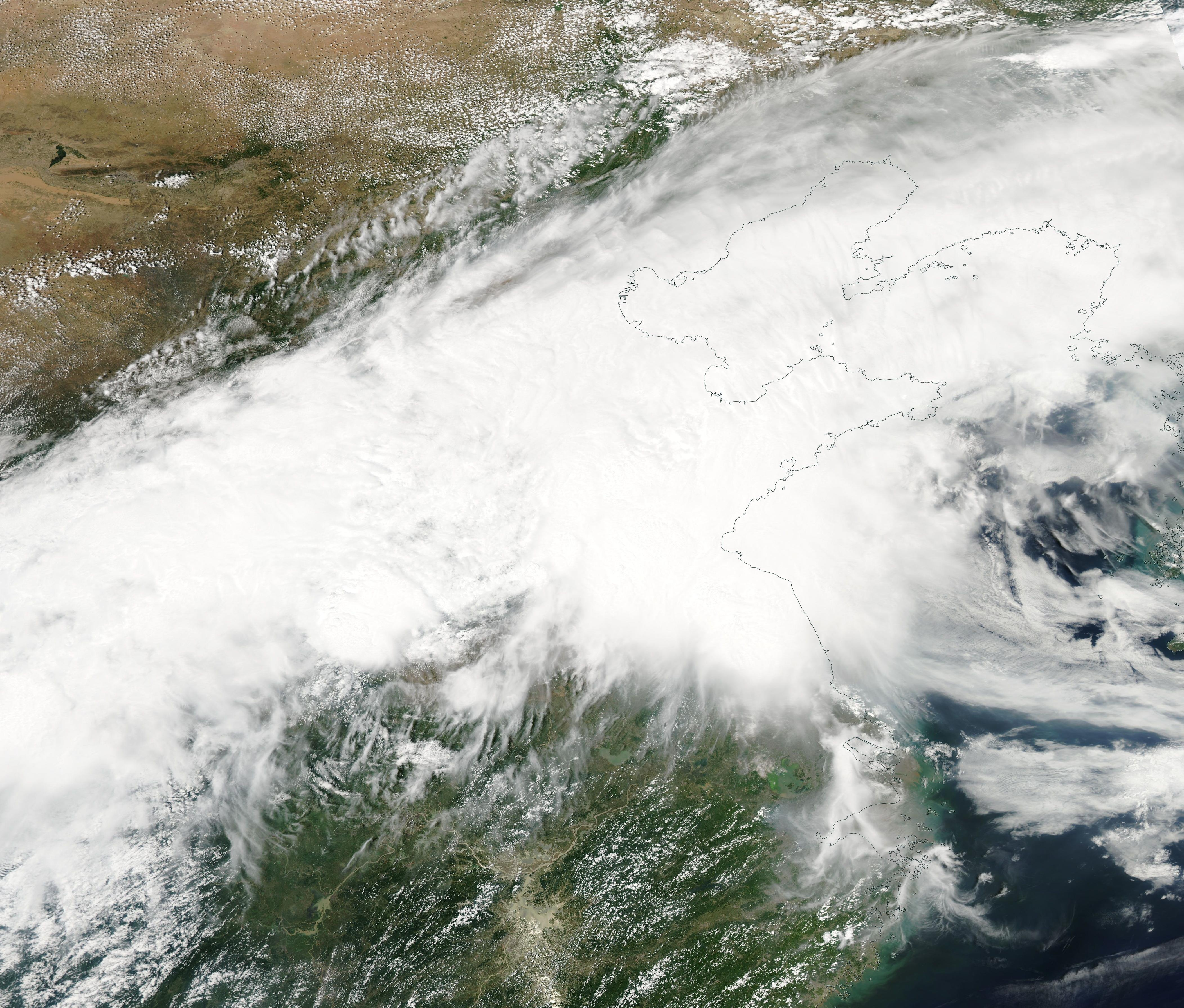
Satellitbild från NASA visar åskstormen över östra Kina cirka en timme innan tornadon slog ner i Jiangsu.

Tornadon i Jiangsu 2016 inträffade den 23 juni 2016 när kraftig åska bildade en tornado över den kinesiska provinsen Jiangsu. Stormen orsakade stora skador i utkanten av staden Yancheng vid halv tre på eftermiddagen lokal tid och resulterade i 98 dödsoffer och över 800 skadade.
Vindhastigheten uppmättes till upp mot 125 km/h och tusentals hus totalförstördes. Träd, ledningsstolpar, gatubelysning och bilar välte i samband med tornadon som av statlig media beskrivits som den dödligaste naturkatastrofen att påverka regionen på årtionden.